# Talicada
Talicada  is een geslacht van vlinders uit de familie van de Lycaenidae, de kleine pages, vuurvlinders en blauwtjes. Soorten van dit geslacht komen voor in het Oriëntaals gebied.

## Soorten
- Talicada buruana Holland, 1900
- Talicada metana Riley & Godfrey, 1921
- Talicada nyseus Guérin-Méneville, 1843

### Status onduidelijk
- Talicada khasiana Swinhoe, 1893